# Región de Bohemia Central
La región de Bohemia Central (en alemán: Mittelböhmische Region, pronunciado /ˈmɪtl̩bøːmɪʃə ʁeˈɡi̯oːn/; en checo: Středočeský kraj) es una unidad administrativa (kraj) de la República Checa, situada en la parte central de la región histórica de Bohemia. Su centro administrativo es la capital de la República Checa, Praga, que está situada en el centro de la región. La ciudad, sin embargo, no forma parte de esta región sino que tiene la suya propia.

## Geografía
Su superficie ocupa el 14% del territorio de la República Checa. Rodea totalmente la región de Praga y está situada entre las regiones de Liberec (al norte), Karlovy Vary (al oeste), Pardubice (al este), Vysočina (al sureste), Bohemia Meridional (al sur), Pilsen (al suroeste) y Ústí nad Labem (al noroeste).

### Distritos (población año 2018)
- Distrito de Benešov 97 972
- Distrito de Beroun 92 353
- Distrito de Kladno 164 051
- Distrito de Kolín 100 457
- Distrito de Kutná Hora 75 189
- Distrito de Mělník 107 237
- Distrito de Mladá Boleslav 127 776
- Distrito de Nymburk 98 837
- Distrito de Praga-Este 176 203
- Distrito de Praga-Oeste 142 910
- Distrito de Příbram 114 403
- Distrito de Rakovník 55 407

### Ciudades principales
- Benešov
- Beroun
- Brandýs nad Labem-Stará Boleslav
- Čáslav
- Čelákovice
- Český Brod
- Dobříš
- Hořovice
- Kladno
- Kolín
- Kralupy nad Vltavou
- Kutná Hora
- Lysá nad Labem
- Mělník
- Mladá Boleslav
- Mnichovo Hradiště
- Neratovice
- Nové Strašecí
- Nymburk
- Poděbrady
- Příbram
- Rakovník
- Říčany
- Sedlčany
- Slaný
- Vlašim
- Votice

## Demografía
A día 31 de diciembre de 2001, la población de la Bohemia Central se elevaba a 1.123.931 habitantes. El distrito de Kladno es el más poblado, con 150.000 habitantes seguido de Mladá Boleslav y Příbram con 100.000 habitantes.
La densidad de población de la región va creciendo a medida que se acerca a Praga.

## Economía
La situación geográfica de la región influye fuertemente su economía. Se halla beneficiada por las redes de carreteras y ferrocarriles que convergen hacia la capital.
En cambio, la ausencia de capital propia (la capital de la región es de Praga) así como la atracción que ejerce Praga, que absorbe empleos y recursos, supone un freno al desarrollo de la región.
La región es para Praga una fuente de mano de obra, un territorio donde implantar industrias non-gratas en la capital, una reserva para el abastecimiento de alimentos y un lugar de recreo: siendo el chalet de campo (chata) una cuasi-institución.